# Adalberto Tejeda (södra Minatitlán)
Adalberto Tejeda är en ort i Mexiko.   Den ligger i kommunen Minatitlán och delstaten Veracruz, i den sydöstra delen av landet, 500 km öster om huvudstaden Mexico City. Adalberto Tejeda ligger 92 meter över havet och antalet invånare är 249.
Terrängen runt Adalberto Tejeda är platt åt nordväst, men åt sydost är den kuperad. Runt Adalberto Tejeda är det ganska glesbefolkat, med 29 invånare per kvadratkilometer. Närmaste större samhälle är Chuniapan de Arriba, 16,0 km söder om Adalberto Tejeda. Omgivningarna runt Adalberto Tejeda är en mosaik av jordbruksmark och naturlig växtlighet.